# 岩手県専修学校一覧
岩手県専修学校一覧（いわてけんせんしゅうがっこういちらん）とは、岩手県の専修学校の一覧。

## 公立専修学校
公立専修学校一覧より（令和5年5月現在）

### 県南広域振興圏

#### 一関市
- 岩手県立一関高等看護学院

#### 胆沢郡
- 岩手県立農業大学校（金ケ崎町）

### 沿岸広域振興圏

#### 宮古市
- 岩手県立宮古高等看護学院

### 県北広域振興圏

#### 二戸市
- 岩手県立二戸高等看護学院

## 私立専修学校
岩手県私立学校一覧より（令和5年10月5日現在）

### 盛岡広域振興圏

#### 盛岡市
- 岩手看護専門学校
- 北日本ヘア・スタイリストカレッジ
- 盛岡ヘアメイク専門学校
- MCL菜園調理師専門学校
- 岩手リハビリテーション学院
- 盛岡情報ビジネス&デザイン専門学校

- 上野法律ビジネス専門学校
- 盛岡外語観光&ブライダル専門学校
- 盛岡医療福祉&スポーツ専門学校
- 北日本ハイテクニカルクッキングカレッジ
- 専修学校盛岡中央ゼミナール
- 岩手医科大学医療専門学校
- 盛岡ペットワールド専門学校

- 盛岡公務員法律専門学校
- 北日本医療福祉専門学校
- 岩手公務員・医療・ビジネス専門学校
- 大原スポーツ公務員専門学校盛岡校
- 大原簿記情報ビジネス医療福祉専門学校盛岡校
- 盛岡看護医療大学校

#### 紫波郡
- 星北高等学園（矢巾町）

### 県南広域振興圏

#### 奥州市
- 水沢学苑看護専門学校

#### 一関市
- 一関市医師会附属一関看護専門学校
- 東北ヘアーモード学院
- 一関経理専門学校
- 国際医療福祉専門学校一関校

#### 花巻市
- 花巻高等看護専門学校
- 岩手理容美容専門学校

#### 北上市
- 専修大学北上福祉教育専門学校